# ارزیاب توده لئونارد-مریت
ارزیاب توده لئونارد-مریت یک رابطه برای تخمین جرم یک سامانه ستاره‌ای کروی با استفاده از موقعیت (زاویه‌ای) ظاهری و حرکات خاص ستاره‌های آن است. فاصلهٔ سامانه ستاره‌ای نیز باید معلوم باشد.
مشابه نظریهٔ ویریال، ارزیاب لئونارد-مریت بدون در نظر گرفتن درجه ناهمسانگردی سرعت نتایج درست می‌دهد. خصوصیات آماری آن بهتر از قضیه ویریال است. ولی، مستلزم آن است که دو مؤلفه سرعت برای هر ستاره معلوم باشد، به جای یکی در قضیه ویریال.
رابطهٔ کلی:
{\displaystyle \langle M(r)\rangle ={16 \over 3\pi G}\langle R\left(2V_{R}^{2}+V_{T}^{2}\right)\rangle .}براکت‌های زاویه‌ای نشان دهندهٔ متوسط مجموع ستاره‌های مشاهده شده‌است. {\displaystyle M(r)} جرم در بر گرفته شده در طول فاصلهٔ {\displaystyle r} از مرکز سامانه ستاره‌ای است; {\displaystyle R} فاصلهٔ تخمین زده شده از مرکز ظاهری است; {\displaystyle V_{R}} و {\displaystyle V_{T}} are مؤلفه‌های سرعت ستاره موازی و عمود بردار شعاع ظاهری است; و {\displaystyle G} ،ثابت گرانش است.
مثل همه برآوردگرهای مبتنی بر گشتاورهای معادلات جین، برآوردگر لئونارد-مریت نیاز به یک فرض در مورد توزیع نسبی جرم و نور دارد. این در مواقعی که در مورد یک سامانهٔ ستاره‌ای با یکی از خصوصیات زیر به کار می‌رود بسیار مفید خواهد بود:
1. همه یا تقریباً همهٔ جرم در شیئ مرکزی باشد.
2. جرم همان طور که ستاره‌ها دیده می‌شوند، توزیع شده باشد.

مورد (۱) در مورد هستهٔ یک کهکشان حاوی سیاه چاله به کار می‌رود. مورد (۲) در مورد یک سامانهٔ ستاره‌ای که به‌طور کامل از ستاره‌های درخشان تشکیل شده‌است به کار می‌رود. (یعنی هیچ ماده تاریک یا سیاه چاله ندارد)
در یک خوشه با نسبت جرم به نور ثابت و جرم کل {\displaystyle M_{T}}، روابط لئونارد-مریت به صورت زیر است:
{\displaystyle M_{T}={32 \over 3\pi G}\langle R\left(2V_{R}^{2}+V_{T}^{2}\right)\rangle .}
از سوی دیگر، اگر همهٔ جرم در نقطهٔ مرکزی جرم {\displaystyle M_{0}} متمرکز شود، آنگاه:
{\displaystyle M_{0}={16 \over 3\pi G}\langle R\left(2V_{R}^{2}+V_{T}^{2}\right)\rangle .}
در شکل دوم، روابط لئونارد مریت به صورت موفقیت‌آمیز برای اندازه‌گیری جرم سیاه چاله در مرکز کهکشان راه شیره به کار می‌رود.
.